# Гетти, Дон
Дональд Росс (Дон) Гетти (англ. Donald Ross 'Don' Getty; 30 августа 1933, Уэстмаунт, Квебек — 26 февраля 2016, Эдмонтон, Альберта) — канадский спортсмен, предприниматель и политик. Лучший игрок Канадской футбольной лиги (Запад) 1959 года, обладатель Кубка Грея, член правительства Альберты с 1971 по 1979 год, а затем премьер-министр Альберты с 1985 по 1992. Один из инициаторов Шарлоттаунского соглашения, предполагавшего реформу Сената Канады и отвергнутого национальным референдумом. Офицер Ордена Канады (1998), кавалер Высшего ордена Альберты (1999).

## Биография
Дон Гетти родился в 1933 году в Квебеке. Он был вторым из пяти детей в семье и рос в нужде в годы Великой депрессии. Его отец в поисках работы часто переезжал из одного канадского города в другой, и Дон рос в Монреале (где посещал начальную школу), Оттаве, Торонто и Лондоне (Онтарио). В 1955 году окончил Университет Западного Онтарио с отличием, получив первую степень по деловому управлению. В годы учёбы в университете Гетти выступал за его сборные по канадскому футболу и баскетболу; позже, в 1980 году, имя Гетти было включено в списки Зала спортивной славы университета.
Сразу по окончании университета Гетти женился на своей школьной подруге Маргарет Митчелл и начал карьеру профессионального игрока в канадский футбол, переехав в Альберту и присоединившись к команде «Эдмонтон Эскимос». В составе «Эскимос» Гетти стал первым квотербеком, родившимся в Канаде, которому удалось стать обладателем Кубка Грея — высшего трофея в канадском футболе — с момента допуска в Канадскую футбольную лигу американских игроков. В 1959 году он был признан лучшим канадским игроком Западного союза (в настоящее время Западная конференция) Канадской футбольной лиги. Его игровая карьера, полностью прошедшая в «Эскимос», продолжалась десять лет; позже он стал одним из игроков, увековеченных на Стене славы клуба.
Параллельно с футбольной карьерой Гетти также делал карьеру в бизнесе. Уже в 1955 году он стал сотрудником компании Imperial Oil, а в 1961 году занял менеджерскую должность в Midwestern Industrial Gas Ltd. Ещё через три года Гетти основал фирму Baldonnel Oil and Gas, став самым молодым в истории Канады президентом независимой нефтяной компании. В 1967 году он присоединился в качестве партнёра к инвестиционной фирме Doherty, Roadhouse and McCuaig.
Достигнув личного успеха как спортсмен и бизнесмен, Гетти начал заниматься местной политикой и в 1967 году был избран в законодательное собрание Альберты в числе шести первых депутатов от Прогрессивно-консервативной ассоциации Альберты, став членом фракции, возглавляемой Питером Лохидом. Когда спустя четыре года консерваторы выиграли провинциальные выборы в Альберте, Гетти был назначен в кабинете Лохида министром по межпровинциальным связям. После очередной победы на провинциальных выборах в 1975 году Гетти занял в правительстве Альберты пост министра энергетики и природных ресурсов. В этом качестве он работал над диверсификацией экономики Альберты, направляя усилия на развитие лесной и нефтехимической промышленности (что включало в том числе создание Энергетической компании Альберты), и участвовал в переговорах по проекту разработки битуминозных песков с компанией Syncrude.
После 12 лет в провинциальном парламенте и восьми лет в правительстве Альберты Гетти временно ушёл из политики, в 1979 году основав фирму D. Getty Investments Ltd. В эти годы он вошёл также в советы директоров компаний BRINCO, Nova Chemicals, Royal Bank of Canada, Interprovincial Steel and Pipe Corporation (в настоящее время подразделение межнационального концерна SSAB) и Genstar. Однако в 1985 году, после того, как Лохид объявил об уходе в отставку, Гетти выдвинул свою кандидатуру на пост лидера Прогрессивно-консервативной ассоциации Альберты и, выиграв внутренние выборы, 1 ноября того же года принёс присягу в качестве премьер-министра Альберты. В декабре на довыборах он успешно прошёл в провинциальный парламент. На общих провинциальных выборах 1986 года его партия потеряла 14 мандатов, но по-прежнему сохранила большинство в законодательном собрании с 61 из 79 депутатов.
Премьерство Гетти проходило в условиях падения цен на природные ресурсы (в частности, цена на сырую нефть достигла отметки в 10 долларов за баррель), что существенно снизило доходы провинции. Шесть лет из срока его премьерства, начиная с 1986 года, провинция заканчивала с бюджетным дефицитом, достигшим суммарно 15 миллиардов долларов, в том числе 3,3 миллиарда только в 1986 году. Канадско-американское соглашение о свободной торговле, активным сторонником которого был Гетти, лишь незначительно сказалось на состоянии экономики Альберты. Тяжёлая экономическая ситуация привела к дальнейшей потере популярности правящей партии, и на выборах 1989 года консерваторы получили уже только 59 мандатов, а сам Гетти проиграл выборы в своём округе (в дальнейшем проведя довыборы в другом округе, которые сумел выиграть). В этих условиях премьер продолжал курс на дальнейшую диверсификацию экономики провинции и ввёл меры по экономии правительственных расходов, в частности заморозив уровень зарплат в общественном секторе. В 1986 году он добился досрочной отмены федерального налога на доходы нефтяной и газовой промышленности, что должно было стать шагом к выходу из кризиса для этой отрасли, а в 1991 году безуспешно боролся против введения правительством Малруни федерального налога на добавленную стоимость. Другие законодательные изменения в период его премьерства включали предоставление первых элементов самоуправления метисам Альберты и учреждение Дня Семьи — первого из серии аналогичных провинциальных праздников в Канаде.
Гетти активно боролся за подписание Мичского соглашения, направленного на усиление конституционной интеграции провинции Квебек в составе Канады, против государственного билингвизма в Альберте и за реформу Сената, поддерживая идею верхней палаты канадского парламента, основанной на принципах выборности, пропорционального населению представительства и функциональности (англ. Triple-E — equal, elected, and effective). В 1990 году в Альберте благодаря его усилиям прошли первые в истории Канады выборы сенатора; победивший кандидат, Стэнли Уотерс, был утверждён на свой пост премьер-министром Канады Брайаном Малруни. После этого Гетти и его единомышленники сумели добиться подписания Шарлоттаунского соглашения, предполагавшего реформу Сената Канады на принципах пропорционального представительства и выборности. После подписания соглашения 9 сентября 1992 года Гетти объявил об уходе в отставку с поста премьер-министра Альберты, но через шесть недель оно было отвергнуто национальным референдумом.
После отставки с поста премьер-министра Гетти вернулся в бизнес, открыв консультативную фирму Sunnybank Investments Ltd. В 2015 году он был госпитализирован с сердечной недостаточностью; она же стала причиной его смерти в феврале 2016 года в возрасте 82 лет.

## Признание заслуг
Усилия Гетти по улучшению условий жизни коренных национальностей Альберты были отмечены несколькими наградами. В 1990 году он был избран почётным вождём племени Уайтфиш-Лейк (принадлежащего к народу кри), а в 1991 году стал кавалером Ордена Кушака, награждение которым производит Сообщество метисов Альберты.
В 1989 году Гетти был произведён в офицеры Ордена Канады за свой вклад в защиту окружающей среды и прав коренных наций Альберты, а также роль в конституционных реформах и снижении расходования общественных денег. На следующий год он был награждён Высшим ореном Альберты (англ. Alberta Order of Excellence). В 2001 году в его честь был назван провинциальный парк в западной части Альберты.